# Рылов, Сергей Владимирович
Сергей Владимирович Рылов (19 ноября 1975, Первоуральск, Свердловская область, РСФСР, СССР) — российский и азербайджанский фигурист, выступавший в одиночном катании.

## Биография
Сергей Рылов родился 19 ноября 1975 года в городе Первоуральск Свердловской области.
Начал заниматься фигурным катанием в 1980 году. Выступал в мужском одиночном катании. В 1995—1997 годах представлял на соревнованиях Россию, в 1997—2000 годах — Азербайджан, тренировался в Баку. На клубном уровне выступал за профсоюзы (Первоуральск), НТПЗ (Екатеринбург), УОР (Баку). Работал под началом тренеров Людмилы Свирепы, Игоря Ксенофонтова, Игоря Пашкевича, Виктора Кудрявцева, хореографа Андрея Павлученко.
Пять раз был призёром международных турниров: завоевал три серебряных медали на соревнованиях «Золотой конёк Загреба» в Хорватии (1999—2001) и две бронзовых — на «Гран-при Сен-Жерве» во Франции (1996) и «Скейт Израиль» (1998).
Лучший результат на чемпионате Европы — 12-е место (1999), на чемпионате мира — 13-е место (2001).
На чемпионате России в 1993 году завоевал серебряную медаль, в 1996 году занял 12-е место, в 1997 году — 8-е. Четырежды был чемпионом Азербайджана (1999—2002), один раз — серебряным призёром (1998). Был обладателем Кубка России .
В 2002 году вошёл в состав сборной Азербайджана на зимних Олимпийских играх в Солт-Лейк-Сити. Готовился к Играм под руководством Игоря Пашкевича на Аляске. Выступал в одиночном мужском катании, где занял 24-е место среди 28 участников. В короткой программе выполнил каскад из двойного флипа и тройного тулупа и двойной аксель. Был знаменосцем сборной Азербайджана на церемонии открытия Олимпиады.
Мастер спорта России международного класса.
В 2002 году завершил выступления. Работал в Англии в балете на льду. Трудится тренером спортшколы «Старт» в Первоуральске.